# Пригородное (Восточно-Казахстанская область)
Пригородное (каз. Пригородное) — село в Восточно-Казахстанской области Казахстана. Входит в состав городской администрации Риддера. До 2013 года являлось административным центром упразднённого Пригородного сельского округа. Код КАТО — 632433100.

## Население
В 1999 году население села составляло 1045 человек (512 мужчин и 533 женщины). По данным переписи 2009 года, в селе проживали 1093 человека (551 мужчина и 542 женщины).